# Alagona

Escudo de armas de Blasco I de Alagón según el armorial de Gelre (f. 63v).

El linaje de los Alagona es la rama italiana del linaje Alagón. Toma el apellido del señorío de Alagón y fue de los principales del Reino de Aragón. Tuvieron ramas en el Reino de Sicilia y el Reino de Cerdeña.

## Los Alagona en Sicilia
El primer barón en Sicilia fue 'Blasco I il Vecchio' que llegó a Sicilia después de Pedro III de Aragón. Recibió el título de Conde di Naso por Federico II de Sicilia en 1299. Muy vinculado a la casa de Aragón, a partir de esta fidelidad podrán obtener diversos privilegios, incluido el cargo de "Capitán". del Reino " y del " Maestro Giustiziere" que se heredará por varias generaciones y vastas posesiones, especialmente en Catania. Este poder hará de Alagona una de las familias más influyentes en Catania y en el este de Sicilia del siglo XIV. Originalmente residirán cerca del Castillo Ursino, entonces la sede de la Corte Aragonesa de Sicilia.
Blasco el Viejo fue sucedido por su hijo Blasco II (más específicamente Blasco II el Joven). Ambos exponentes de la casa serán citados por Tommaso Fazello, un historiador siciliano del siglo XVI. En 1355, con el advenimiento de Artale I, tutor de María de Sicilia y vicario del reino con  Francesco Ventimiglia Conde de Geraci,  Manfredi Chiaramonte Conde de Modica y Guglielmo Peralta Conde de Caltabellotta. Después del secuestro de María y la intervención militar de Martin I de Sicilia, se encontrarán junto con el Chiaramonte opuesto a la corona, y el descendiente Artale II se vio obligado a exiliarse a Malta. La casa de Alagona se extinguirá en 1518 con Francisco.

### Genealogía (ramo siciliano)
- Blasco de Alagón el Viejo (†; 1302) "capitan del regino".
  - Blasco II il Giovane (†; 1355), justicia mayor y regente.
    - Artale I, (†; 1389), justicia mayor, vicario y regente; protagonista del Jaque de Ognina.
      - Maria, hija de Artale I bajo la tutela de Manfredi, hijo de Blasco II.

    - Manfredi, regente de la reina Maria de Sicilia.
      - Artale II , también llamado Artaluccio, se unió a su padre Manfredi y lo reemplazó como regente a partir de 1392. Fue derrotado por Martín I y fue exiliado a Malta.
      - Jacopo
      - Giovanni

## Los Alagona de Cerdeña
Una rama de Alagón fue bajo la bandera del Príncipe Alfonso de Aragón a la conquista de Cerdeña; como a otras familias nobles aragonesas se les otorgaron títulos feudales como recompensa por los servicios prestados a la Corona. Emparentaron con las familias más ilustres de la nobleza de la corona, como Carroz, el de Serra Bas, jueces de Arborea, y Centelles, los Alagón detentaron durante más de tres siglos, junto con estas familias, todas las riquezas de Cerdeña. 
Salvatore fue el fundador de la rama de los Villasor, participando con su hermano Leonardo en las luchas contra Juan II rey de Aragón, fue detenido, como rebelde, en 1478 y luego fue declarado inocente en 1493. Del matrimonio de Salvatore Alagon e Isabel Besora nacieron seis hijos, incluyendo a Giacomo, su madre, ahora viuda, tendría gran dote de mercancías.
Giacomo Alagon, se distinguió en las guerras de la Flandes y Granada, tenía la investidura 30 de junio [de 1497 y el 30 de septiembre de 1537, como una recompensa para servicios ofrecidos al rey por su hijo Biagio, se le concedió el título de conde, elevando así el señorío de Villasor a condado. 
Biagio Alagon, nacido a 1495, tenía una calificación competitiva en 1548. Primero sirvió con honor en el ejército del emperador Carlos V, se distinguió por su valor en la guerra contra Suleiman el Magnífico y en la expedición a Túnez. En 1544 fue encargado con éxito por el rey para proteger las costas de Cerdeña de las continuas incursiones de los otomanos, dirigida por el famoso Barbarroja. Los descendientes sucesivos en el hijo feudal Giacomo, III de Villasor; por los servicios prestados al soberano  Felipe II, recibió el señorío de Santiago de Chile en 1567. Con el certificado del 19 de noviembre de 1594, Felipe II elevó el condado a marquesado Villasor, pero Giacomo Alagon murió antes de que se le notificó esta nominación. 
Martino Alagon fue el II Marqués de Villasor y el I conde de Montesanto, nacidos en Cagliari en 1575, se recibió la investidura de la casa en 1595. Él también, como su padre, fue distinguido con el rango de Caballero de la Orden de Santiago en 1601. Martin Alagon murió muy joven, a los 28 años, dejando como heredero a su hijo Ilario o Hilarión, nacido en Cagliari en 1601, quien como su padre, se ordenó caballero de Santiago y en 1628 recibió el señorío del feudo de Cabu Abbas, en Sassari.